# Ultrabewerkte voeding

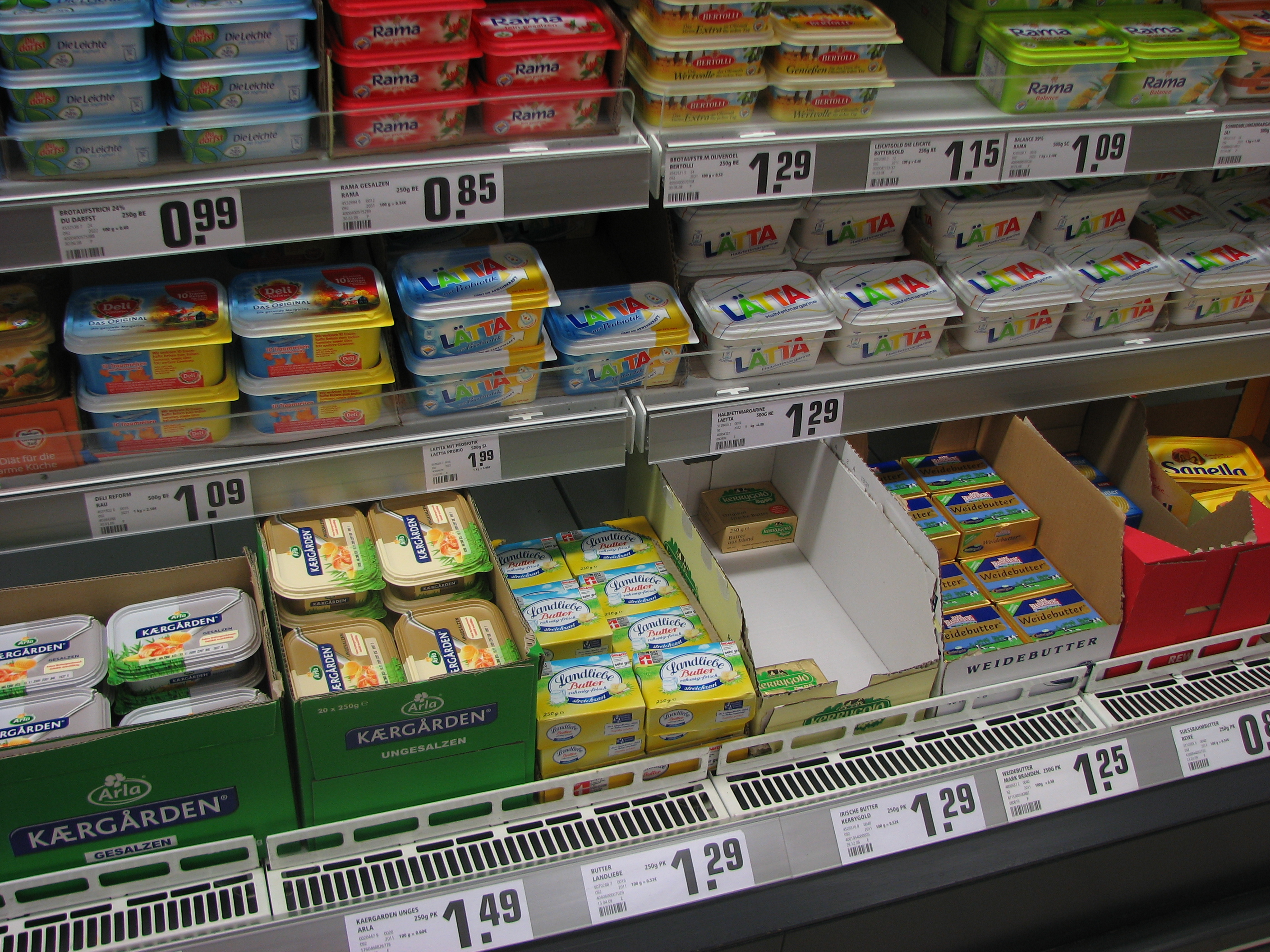
Boter en margarines in een supermarkt. Terwijl boter bewerkte voeding is, is het productieproces van margarine, met synthetische voedingsstoffen en kleur- en smaakstoffen, zo complex dat we spreken van een ultrabewerkt product.

Ultrabewerkte voeding zijn voedingsmiddelen die complexe industriële bewerkingsprocessen ondergingen en vaak uit een lange lijst van ingrediënten en voedingsadditieven bestaan. De voeding is gemakkelijk te verkrijgen, te bewaren en te eten. Door herformulering en door de toevoeging van vetten, suikers, zout en additieven, is ze hypersmakelijk. Ze wordt door de voedingsindustrie ontwikkeld omdat ze zo winstgevend is. Uit onderzoek van Foodwatch blijkt dat 70% van het assortiment in Nederlandse supermarkten bestaat uit ultrabewerkte voeding.
Het wetenschappelijk onderzoek naar ultrabewerkt voedsel is in volle ontwikkeling sinds eind jaren 2000. Het team van de Braziliaanse voedingsdeskundige Carlos Augusto Monteiro zette het onderwerp op de wetenschappelijke agenda en ontwikkelde de Nova-classificatie voor de mate van voedselverwerking (bewerkingsgraad).
Ultrabewerkte voeding eten wordt door epidemiologisch onderzoek in verband gebracht met verhoogd risico op onder andere obesitas, diabetes type 2, hart- en vaatziekten en bepaalde soorten kanker. Daarnaast draagt deze industriële voeding bij aan milieuproblemen.
Er zijn ook bezwaren tegen de demonisering van ultrabewerkte levensmiddelen.